# Podarcis carbonelli
Podarcis carbonelli — вид ящірок родини справжніх ящірок (Lacertidae). Один із 28 видів роду. Ендемік Піренейського півострова. Мешканець середземноморських гірських і прилеглих рівнинних ландшафтів. Раритетний вид, занесений до Червоного списку МСОП. Описано 2 підвиди.

## Етимологія
Наукова назва роду походить від грец. ποδαρκής = швидконогий.
Вид названий на честь Дж. Карбонеллі, дружини описувача виду.
Назва на інших мовах: Carbonelli's Wall Lizard (англ.; дослівно «стінна ящірка Карбонеллі»); Lagartija de Carbonell (ісп.; дослівно «ящірка Карбонеллі»).

## Опис
Невелика стінна ящірка, із струнким тілом до 20 см завдовжки (L. + L.cd.). Довжина тіла від кінчика морди до клоаки (L.) до 6,5 см (зазвичай до 5,5 см). Хвіст (L.cd.) вдвічі  перевищує довжину тулуба з головою. Самці більші за самиць. Голова висока, пірамідальна, вкрита симетричними щитками. Тіло вкрите ребристою лускою.
Середина спини зазвичай забарвлена в коричневий колір, іноді з низкою маленьких чорних крапок уздовж хребта. Світлі спинно-бокові смуги, якщо є, білуваті, з рівними краями в самиць, у самців — яскраво-зелені, часто переривчасті, з нерівними краями, облямованими чорним. У шлюбний період уздовж середини спини в самців з Іспанії переважають коричневі тони із зеленими смугами, тоді як у самців в Португалії — частіше трапляються яскраво-зелені або коричнево-зеленуваті тони. Боки зеленуваті, іноді з жовтими або темними сітчастими плямами. У шлюбний період у самців зовнішня черевна луска має блакитний колір. Черевна сторона зазвичай біла, але може бути жовтуватого або помаранчевого кольору.
Від інших стінних ящірок відрізняється відсутністю зеленого на середині спини та зеленуватими боками. Поза сезоном розмноження при відсутності зеленого кольору у забарвленні самців ідентифікація Podarcis carbonelli утруднена. Теж саме стосується самиць, яких дуже важко відрізняти від інших видів стінних ящірок.

## Поширення

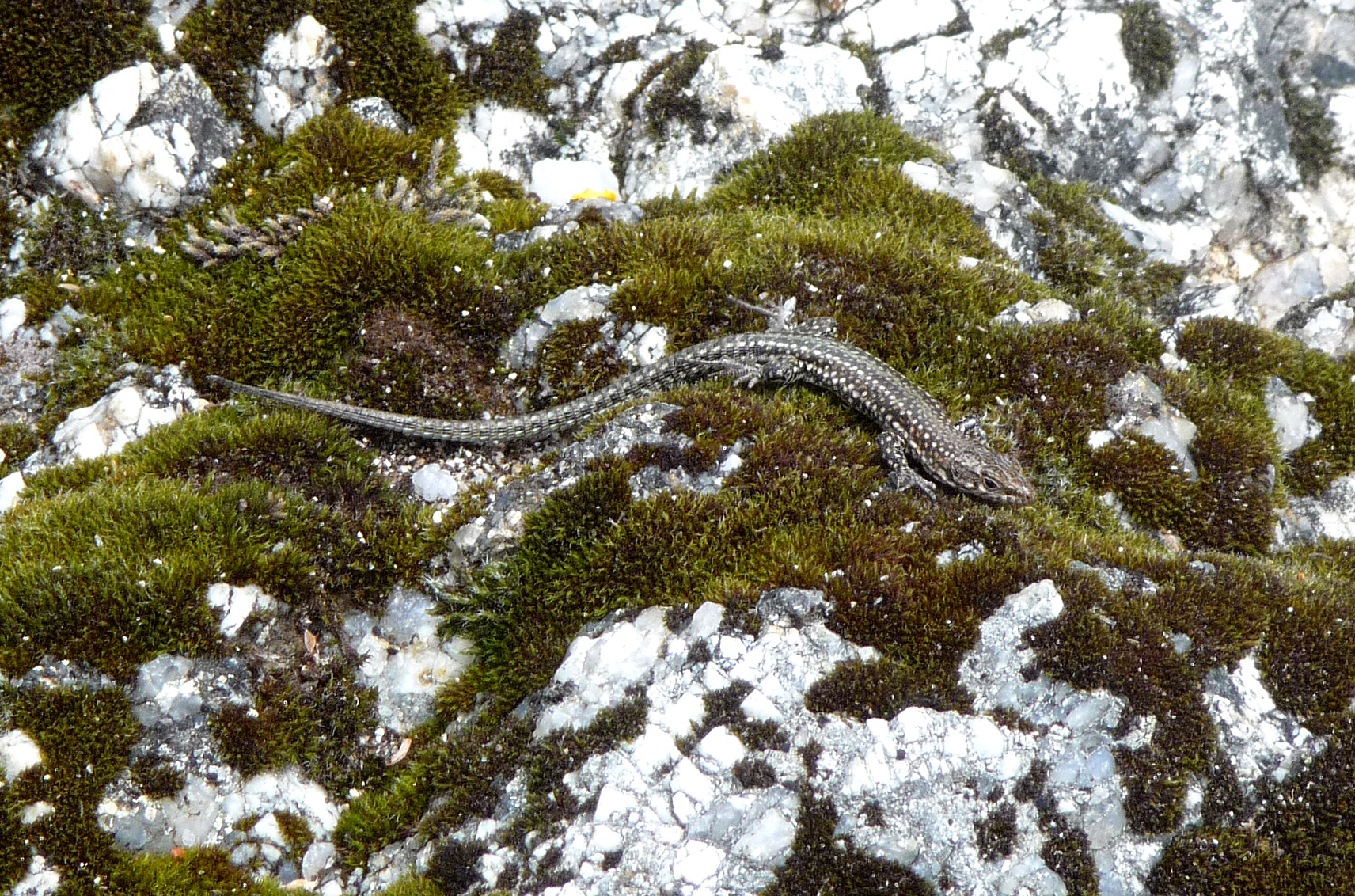
Podarcis carbonelli

Ендемік Піренейського півострова. Ареал виду сильно фрагментований, від гір на крайньому заході Іспанії (Саламанка) у великих окремих локалітетах через центрально-північну гірську систему Португалії, аж до португальського узбережжя і на південь уздовж узбережжя до Монте Клеріго. Інший ізолят знаходиться в Кото-де-Докана, Іспанія. Ареал виду частково перекривається з ареалами Podarcis bocagei, Podarcis guadarramae і Podarcis virescens.

## Особливості біології
Населяє різноманітні відкриті середземноморські ландшафти, від рівня моря до низькогір'їв (до висоти 1200 м над рівнем моря), а також прибережні піщані дюни, віддаючи перевагу добре освітленим, помірно сухим ділянкам з розрідженою деревною (переважно дубові ліси) та чагарниковою рослинністю. У горах ящірки тримаються вздовж дещо порушених ділянок, зокрема підвищених узбіччя доріг та стежок або невеликих галявин у відкритих листяних лісах, а також поблизу струмків або водойм. Прибережні популяції населяють низькі чагарники в піщаних дюнах. Ящірки часто гріються всередині крихітних чагарників або кущів, рідко зовні на відкритих поверхнях. Характерним є скупчення ящірок на дерев'яних набережних, де вони часто гріються на сонці. У разі відсутності поблизу інших видів стінних ящірок цей вид  може також займати різноманітні наземні біотопи.
У сприятливих умовах вид може бути досить численним. Щільність популяції в окремих біотопах може сягати 1500—1600 ос./га (Авейру, Португалія). Найвища відома щільність (2000—4000 ос./га) була зареєстрована на острові Берленга.
Podarcis carbonelli належить до яйцекладних плазунів. У період розмноження самці ревно охороняють свої індивідуальні ділянки, оглядаючи їх із високих предметів. Парування відбувається в березні — квітні. Самиці протягом літа можуть відкладати від однієї до трьох кладок по 1—5 яєць.
Живиться переважно комахами, павукоподібними, равликами та іншими дрібними безхребетними.

## Охорона
Раритетний вид рептилій, занесений до Червоного списку МСОП (охоронний статус: «вразливий вид»). Площа поширення стінної ящірки Карбонеллі становить близько 5000 км², ареал вважається сильно фрагментованим. Існує припущення, що продовжується зниження чисельності популяції, а також зменшення площі та якості середовища існування виду. Деякі субпопуляції страждають від деградації і фрагментації середовищ існування в результаті розвитку сільського господарства, рекреації та будівництва туристичних об'єктів, а також насадження хвойних порід в районах поширення дюн. У Центральній Португалії та Іспанії деякі субпопуляції мешкають в природних парках.

## Систематика
Один із 28 видів роду стінних ящірок (Podarcis).
Нещодавно проведені молекулярно-морфологічні дослідження стінної ящірки іспанської призвели до поділу виду Podarcis hispanicus complex на кілька самостійних видів, які еволюційно виокремились у різний історичний час. Виходячи з морфології, перший вид, який відокремився від комплексу, належав Podarcis bocagei, у тому числі її підвиду P. b. carbonelli. Генетичні дані показали, що самостійним слід вважати також Podarcis carbonelli. Подальші дослідження призвели до виділення 5 додаткових видів, у результаті в межах комплексу було описано всього 7 нових видів, у тому числі Podarcis liolepis, Podarcis guadarramae, Podarcis virescens та Podarcis vaucheri.
На одній території можуть траплятись представники 2—3 видів комплексу, що характерно і для Podarcis carbonelli. Тому видова ідентифікація в межах комплексу в польових умовах залишається складною справою. Адже як самиць, так і молодих особин часто важко, якщо не неможливо, розрізнити. Тому герпетологи зосереджують свою увагу на дорослих самцях. Більшість індивідів демонструють високі показники контрастності забарвлення й кольорових візерунків протягом весни та на початку літа, тоді, як восени і взимку самці й самиці можуть виглядати блідими або навіть бути однорідного кольору, що може дуже ускладнювати їх видову ідентифікаціюю.
Станом на 2025 рік описано 2 підвиди:
- Podarcis carbonelli carbonelli (материкова частина Португалії і Західної Іспанії);
- Podarcis carbonelli berlengensis (острови Берленгас біля західного узбережжя Португалії).